# Hotell Rossija

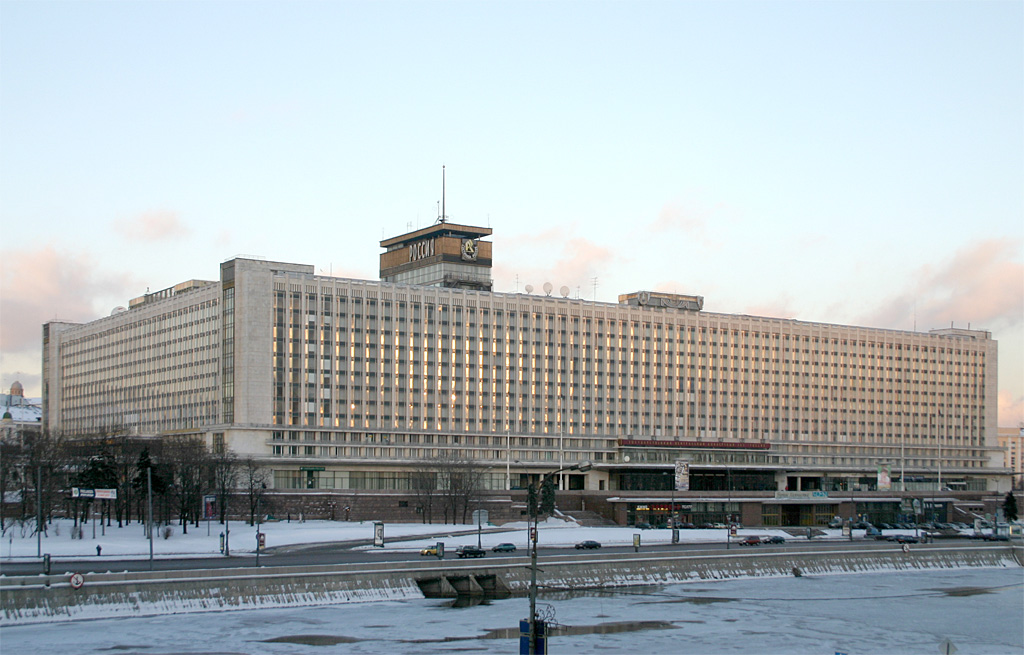
Det enorma Rossija, år 2004.

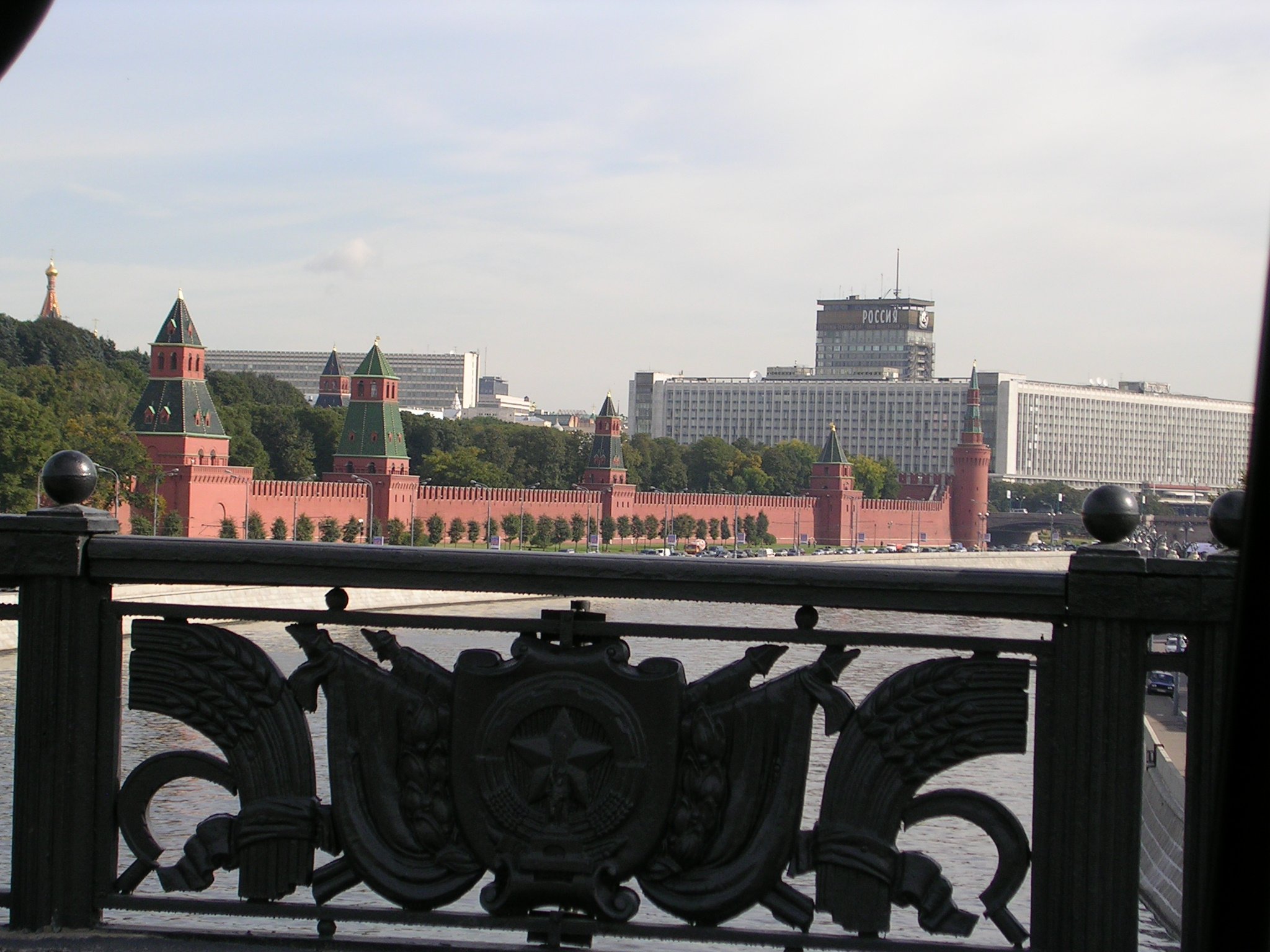
Världens då största hotell, det ökända Hotell Rossija, låg alldeles intill Röda torget.

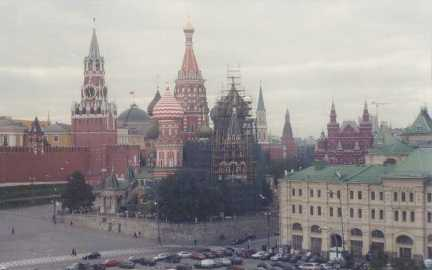
Hotellet låg nära Röda torget, ett av världsarven, bakom den världskända Vasilijkatedralen, som syns på bilden. Bilden är tagen från hotellet.

Hotell Rossija (ryskt namn: Гостиница Россия, "Hotell Ryssland") var ett jättelikt, ökänt hotell i centrala Moskva, beläget alldeles intill Röda torget. Byggnaden blev med tiden en kontroversiell symbol för Sovjeteran och det var under en tid världens största hotell.

## Byggprojektet
I mitten av 1960-talet beordrade Sovjetunionens dåvarande ledare Nikita Chrusjtjov att ett nytt hotell skulle byggas invid Röda torget. Han ville ha ett hotell som var tillräckligt stort för att kunna ta emot alla de 6 000 gäster som deltog i det sovjetiska kommunistpartiets kongresser. Flera av Moskvas unika historiska kvarter revs för att bereda plats åt det nya mastodontbygget. När hotellet var färdigställt 1967 var det, enligt Guinness Rekordbok, världens största hotell.

## Hotellet
Hotell Rossija hade 3 200 rum, varav 245 sviter, ett postkontor, ett gym, en nattklubb, en biograf och en frisersalong samt en stor konsertsal med kapacitet för en publik på 2 500 personer. Byggnaden var försedd med ett 21 våningar högt torn med utsikt över bland annat Kreml och hela hotellet bredde ut sig över en yta motsvarande 20 fotbollsplaner.

## Brandkatastrofen
1977 drabbades hotellet av en stor brand. Enligt de sovjetiska myndigheternas officiella siffror dog 42 människor i lågorna. Den höga dödssiffran berodde till stor del på att Hotell Rossija, trots sin storlek, hade ytterst få utgångar. Byggnaden hade nämligen konstruerats på så sätt att hotellets personal skulle kunna hålla ett ständigt öga på gästerna och rapportera eventuella misstänksamheter till myndigheterna. Ingen kunde lämna hotellet obemärkt, och många blev fångar på de högsta våningarna när branden rasade .

## Spionhotellet
Hotell Rossija var ett spionhotell, där vissa rum hade försetts med övervakningskameror och mikrofoner. Övervakningsutrustningen var kopplad till ett centralt avlyssningsrum där allt registrerades .

## Prostitutionen
Den sovjetiska underrättelsetjänsten anlitade ibland prostituerade kvinnor som hemliga informatörer på hotellet. När en manlig gäst anlände till hotellrummet ringde telefonen och han erbjöds vackra kvinnor. Om han tackade ja till erbjudandet sändes en prostituerad till mannen och de dolda övervakningskamerorna spelade in det som sedan försiggick i rummet . Hon kunde också fråga honom om vad han jobbade med osv, och rapportera till KGB.

## Ohyran
1994 stängdes hela hotellet under några dagar för att insektsbekämparna skulle kunna utrota alla kackerlackor .

## Moderniseringen
Efter kommunismens fall gjordes flera försök att renovera och uppdatera hotellet. Rossija hade dock svårt att nå upp till samma standard som de nya hotellen som hade etablerade sig i Moskva och som drevs av internationella kedjor.

## Dokusåpan
2001 spelades en populär dokusåpa in i hotellet där sex unga män och sex unga kvinnor följdes dygnet runt av kameror, även när de var i duschen. Programmet som hette Za Steklom (Bakom glaset) följde ungefär samma koncept som Big Brother .

## Rivningen

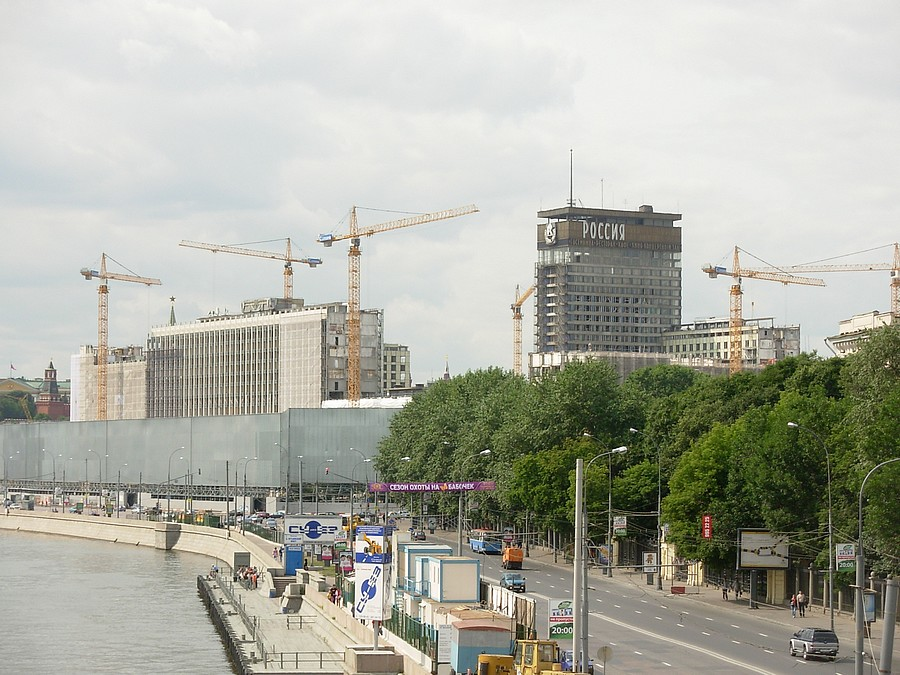
Hotellet rivs

Hotell Rossija stängdes officiellt den 1 januari 2006, efter att Moskvas borgmästare Jurij Luzjkov bestämt att det skulle rivas. Många välkomnade beslutet eftersom de uppfattade byggnaden som en grå och ful koloss i centrum. Andra protesterade högljutt mot rivningsbeslutet och menade att även Sovjeterans arkitektur är värd att bevaras eftersom den är en viktig del i Rysslands historia. Rivningen av hotellet påbörjades i mars 2006.

## Efter rivningen
När rivningen av hotellet är klar skall ett nytt kulturcentrum uppföras på platsen med en arkitektur som påminner om hur det såg ut i stadsdelen innan Hotell Rossija byggdes. I det nya komplexet skall också ett nytt storhotell byggas med 2 000 rum. Byggprojektet leds av den brittiske arkitekten Sir Norman Foster. Byggherre är den ryske oligarken Sjalva Chigrinskij.

## Minnen från Hotell Rossija
Många utländska turister har bott på Rossija genom åren och för dem blev hotellvistelsen en exotisk och främmande inblick i tillvaron under kommunistregimen. 
Servicen var genomgående usel och alla gästers förehavanden kontrollerades noggrant. Det saknades ofta toalettpapper på de slitna, spartanskt inredda rummen och sängarna liknade mest britsar. I rummen fanns radioapparater som bara kunde ta in en enda station och som bara kunde stängas av genom att man drog ur sladden. Gästerna var tvungna att visa upp ett speciellt identitetskort för att kunna gå in i hotellet. Varje hotellkorridor bevakades av en husfru som också förvarade rumsnycklarna när gästerna var ute. Om en gäst kom hem senare än avtalat på kvällen kunde han få en utskällning av husfrun. Civilklädda poliser patrullerade hotellet och kunde utan förvarning ta in en gäst i ett förhörsrum och hålla honom där i flera timmar, utan förklaring .
När turisterna lämnade hotellet var de oftast tvungna att röra sig i grupper och de togs ofta till fabriker där välartade arbetare valdes ut för att berätta hur lyckliga de var över att få jobba just där. Vid hotellets restauranger serverades ofta fantasilös och dåligt kryddad mat.
Efter kommunismens fall avslutades en del av polisövervakningen, men inte helt. Dålig service, tråkig mat, ont om engelskkunnig personal, till exempel kypare, receptionister gällde fortfarande. Husfrun på varje våning fanns också kvar (inte engelskkunnig) 

## Öknamn
Moskvaborna själva kallade hotellet för "kofferten" eller "rektangeln". Hotell Rossija har också fått öknamnet "världens fulaste hotell" . Före kommunisttiden hade överklassen överdådig lyx och överdådiga dekorationer, i världsklass. Kommunisterna hade under Stalintiden principen att i viss mån föra överklassens överdådiga dekorationer till folket, vilket avspeglas i Moskvas tunnelbana. Efter Stalintiden tyckte kommunisterna inte att vacker arkitektur och dekorationer var till någon nytta. 